# Базовий блок
Базовий блок — це прямолінійна послідовність коду, без галужень, з лише однією точкою входу і однією точкою виходу. Ця обмежена форма робить базовий блок дуже піддатливим для аналізу. Зазвичай, компілятори на першому етапі процесу аналізу розкладають програму на її базові блоки. Базові блоки утворюють вершини або вузли в графі потоку керування.

## Означення
Код базового блоку має:
- Одну точку входу, тобто жодна частина його коду не може бути пунктом призначенням команди переходу з іншої частини програми.
- Одну точку виходу, тобто лише остання інструкція маже спричинити перехід програми в інший базовий блок. За цих умов, якщо перша інструкція базового блоку виконана, інші інструкції буде обов'язково виконано рівно один раз, в їх порядку.[3]

Кодом може бути початковий код, асемблерний код або інша послідовність інструкцій.
Більш формально, послідовність інструкцій утворює базовий блок якщо:
- Інструкція в кожній позиції домінує над, або завжди виконується перед, всіма інструкціями в наступних позиціях.
- Ніяка інша інструкція не може бути виконана між двома інструкція з послідовності.

Блоки, в які може перейти керування після досягнення кінця блоку називаються наступниками, тоді як блоки з яких керування може перейти у поточний блок називаються попередниками. На початок блоку можна перестрибнути більш ніж з однієї локації.